# Lorbottle
Lorbottle är en ort i civil parish Callaly, i grevskapet Northumberland i England. Orten är belägen 5 km från Rothbury. Lorbottle var en civil parish 1866–1955 när det uppgick i Callaly. Civil parish hade 42 invånare år 1951.